# Iulius Clodianus

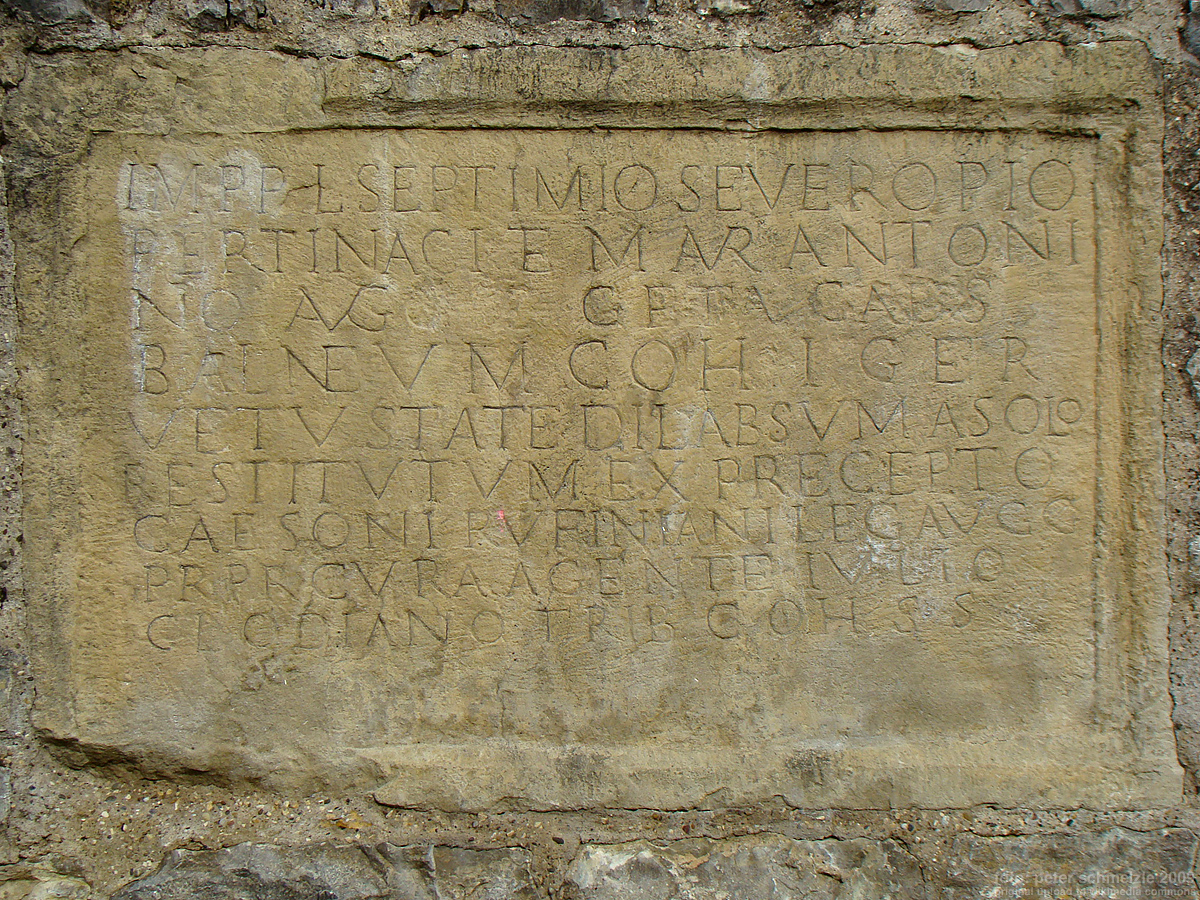
Die Inschrift

Iulius Clodianus (sein Praenomen ist nicht bekannt) war ein im 2. Jahrhundert n. Chr. lebender Angehöriger des römischen Ritterstandes (Eques).
Durch eine Inschrift, die beim Kastell Jagsthausen gefunden wurde und die auf 198/209 datiert ist, ist belegt, dass Clodianus Kommandeur (Tribunus) der Cohors I Germanorum war, die zu diesem Zeitpunkt in der Provinz Germania superior stationiert war.